# Kreuzweg (Halver)
Kreuzweg ist ein Ortsteil von Halver im Märkischen Kreis im Regierungsbezirk Arnsberg in Nordrhein-Westfalen (Deutschland).

## Lage und Beschreibung
Kreuzweg liegt südlich vom Halveraner Hauptort nördlich der Ennepe. Nachbarorte sind Ober- und Niederbolsenbach, Hefendehl, Hulvershorn, Hagedorn und Ehberg.  Der Ort liegt an der Kreisstraße 37 zwischen dem Halveraner Hauptort und Anschlag. Im Ort entspringt ein Zufluss der Ennepe.
Östlich von Kreuzweg befindet sich die Trasse der stillgelegten Wuppertalbahn, die hier zu einem Rad- und Fußweg umgestaltet wurde.

## Geschichte
Kreuzweg wurde erstmals 1820 bzw. 1839 urkundlich erwähnt, die Entstehungszeit der Siedlung war vermutlich um 1800. Auf der preußischen Uraufnahme von 1840 bis 1844 ist der Ort noch nicht verzeichnet. Kreuzweg  ist ein Abspliss von Niederbolsenbach.